# Guillaume Ier des Barres
Pour les articles homonymes, voir Barres.
Guillaume Ier des Barres né vers 1130 et mort entre 1177 et 1182 est un chevalier et croisé français.

Il est le premier membre assuré de la célèbre Maison des Barres comportant au moins huit branches distinctes. De ce fait, il est donc à l'origine de la première d'entre elles, celle des seigneurs d'Oissery renommés pour leur présence et soutien auprès des rois de France de l'époque.

## Biographie

### Généalogie
Guillaume Ier est le premier membre historique reconnu de la maison des Barres.
Il serait le quatrième fils de Fredelus (alias Jean), chevalier et [le premier ?] seigneur d'Oissery.
Il épouse :

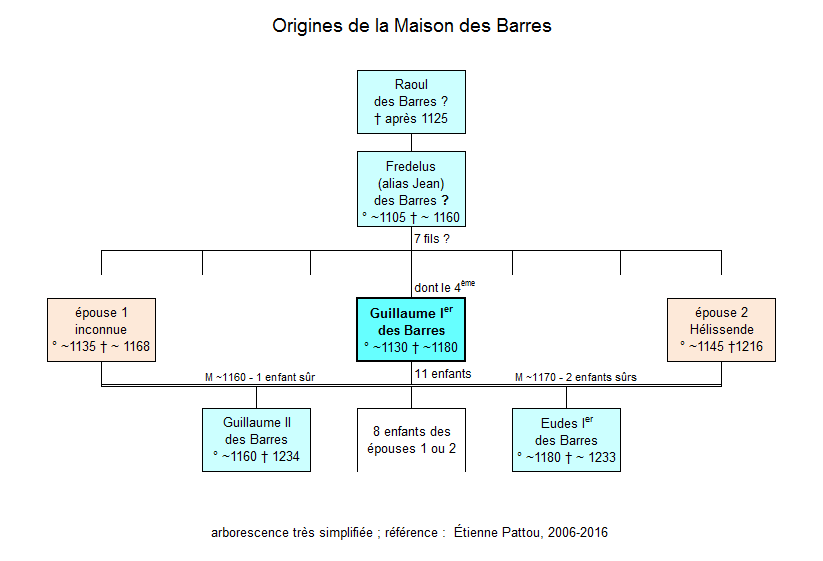
Arborescence familiale.

- en premières noces, une inconnue dont il aura au moins un fils, Guillaume II des Barres, son fils aîné, célèbre chevalier qui s'est illustré à la bataille de Bouvines ;
- en secondes noces, Hélissende de Chaumont (alias de Saint-Bris), vicomtesse de Sens, dont il aura au moins deux fils :
  - le premier, Eudes Ier des Barres, seigneur, entre autres, de Chaumont-sur-Yonne ;
  - le second, Pierre des Barres, est dit mort en 1233 ou 1234.

Les autres enfants de Guillaume, au nombre possible de huit, peuvent être nés de l'une ou l'autre de ses deux épouses successives.

### Titres et armes

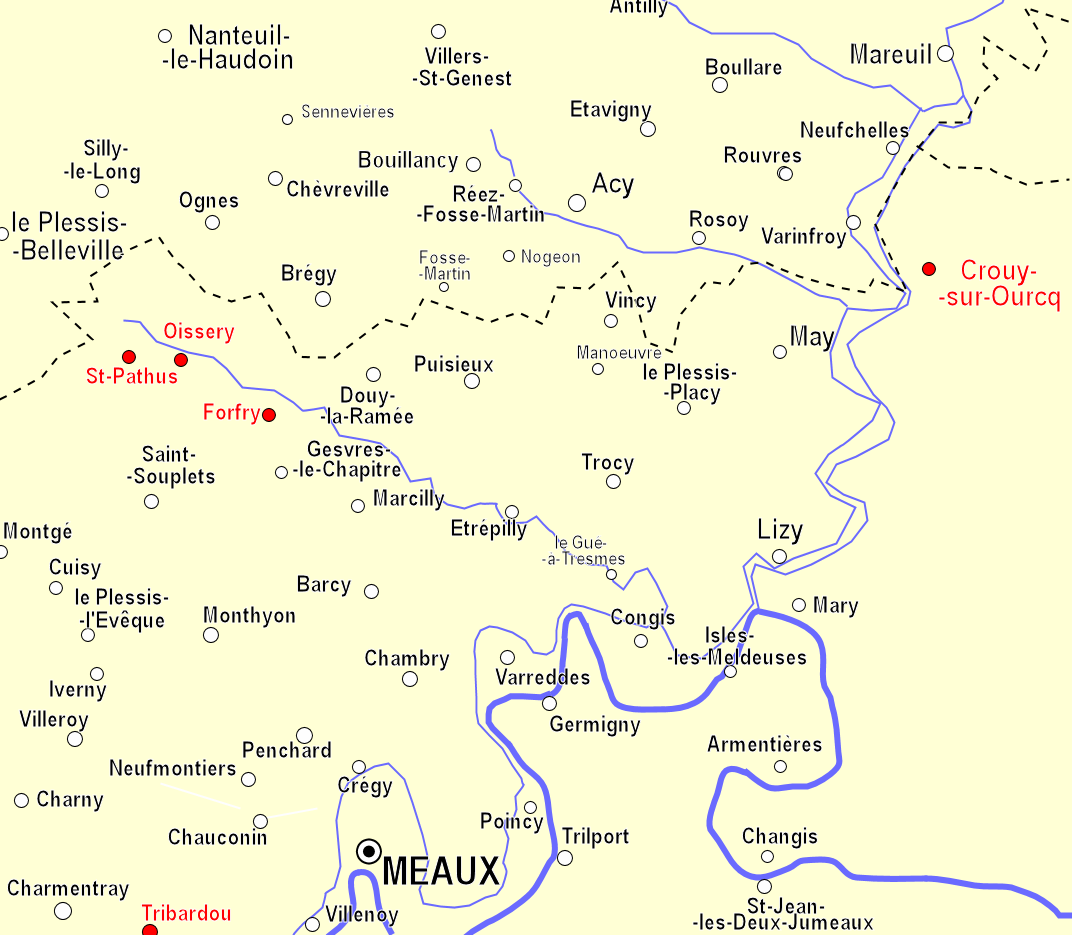
Seigneuries de Guillaume I^{er} des Barres aux environs de Meaux.

Il est chevalier du roi Louis VII.

#### Titres
Sa seigneurie principale est Oissery (77), châtellenie suzeraine relevant directement du roi de France.

D'autres, lui appartenant se trouvent à proximité : Forfry, Saint-Pathus.

Plus à l'est, à Crouy-sur-Ourcq, dont il est le seigneur, il possède une maison forte, Le Houssoy, qui sera transformée en château fort à la fin du XIVe siècle. Pour Crouy, il est vassal de Thibault de Crépy.

De plus, il est seigneur de La Ferté-Alais (91) et vidame de Trie-Le-Bardou (Trilbardou (77)) ; il est dit aussi comte de Rochefort, probablement Rochefort-en-Yvelines.

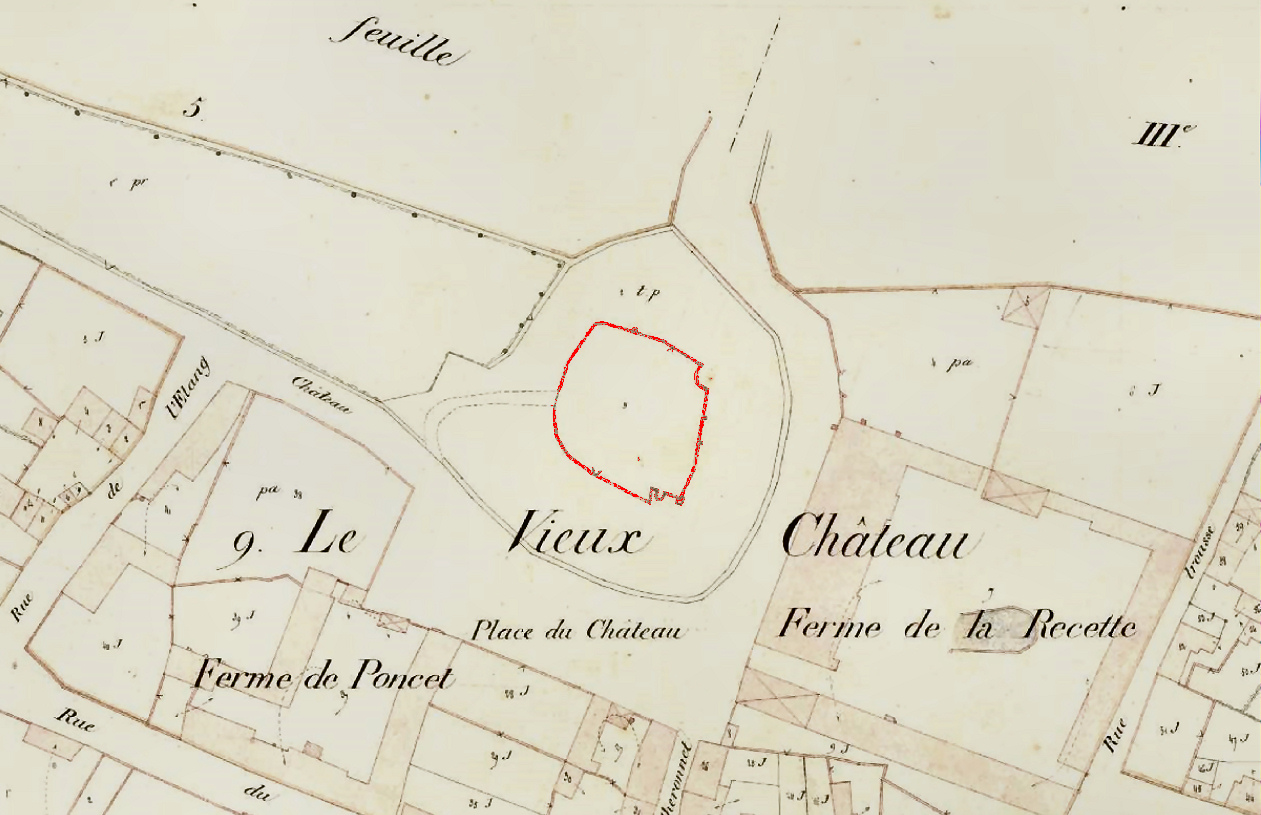
Oissery, plan du château en 1820.
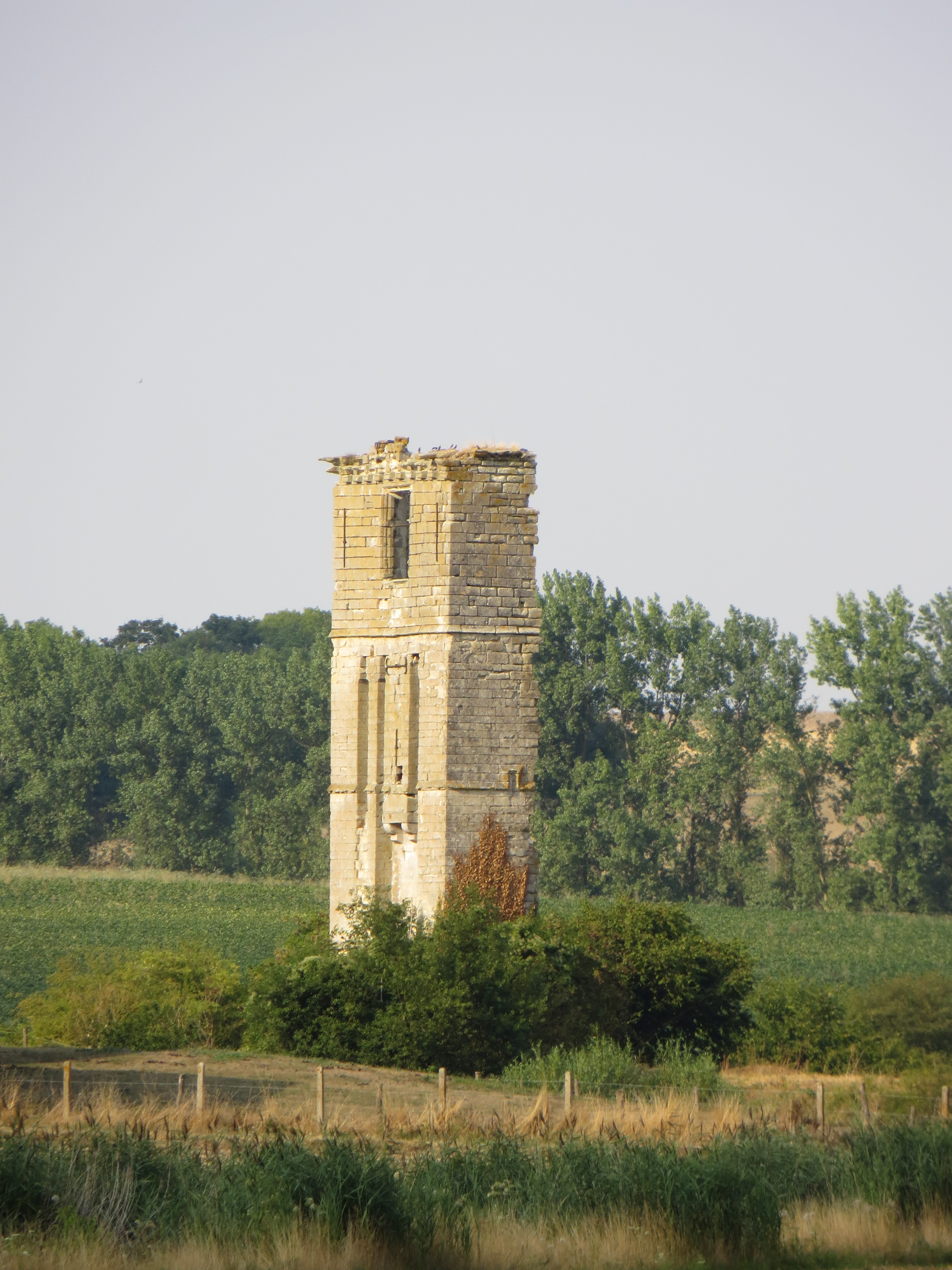
Forfry, ruines originelles du XIIIe siècle[N 3].
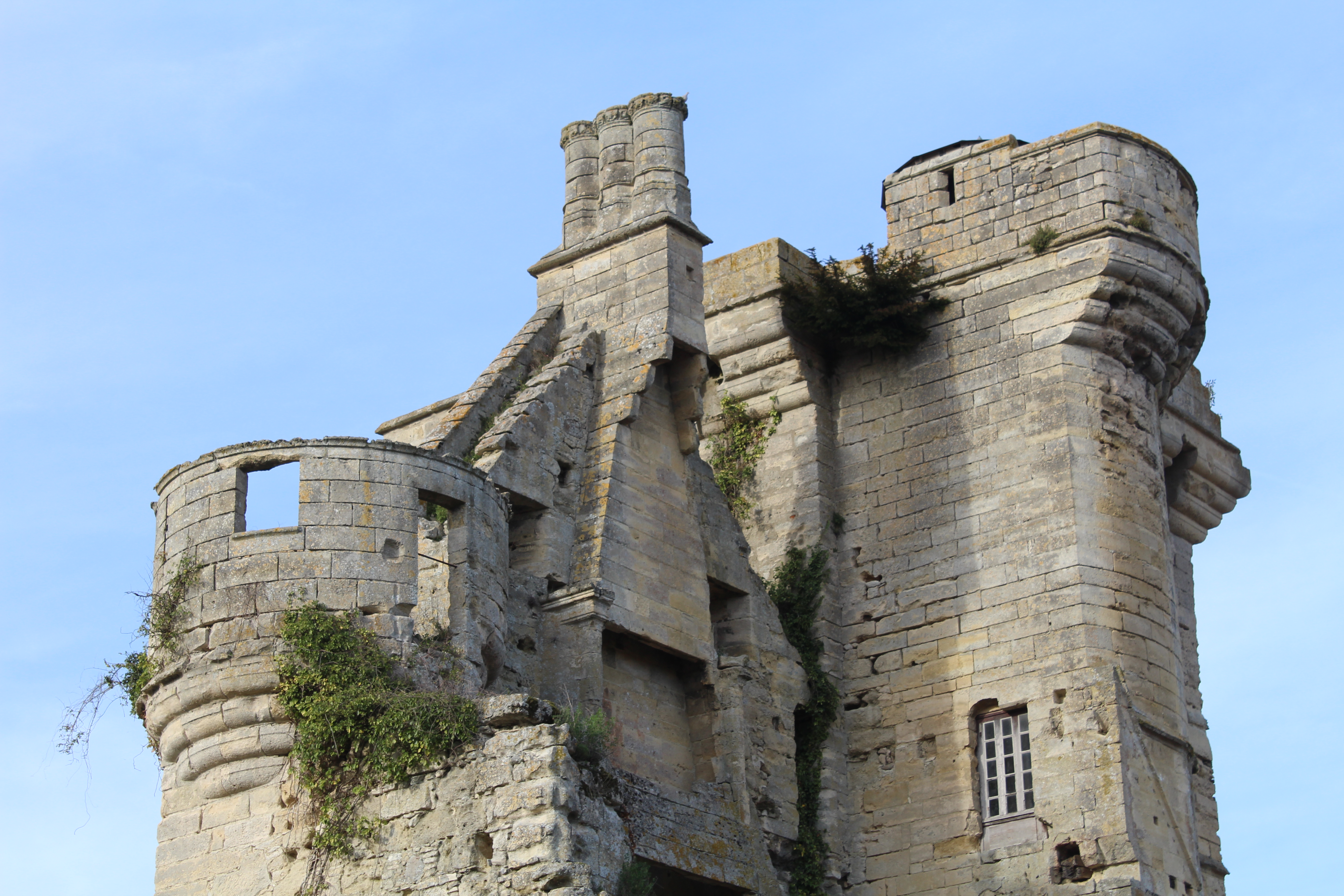
Le château du Houssoy XIVe siècle.
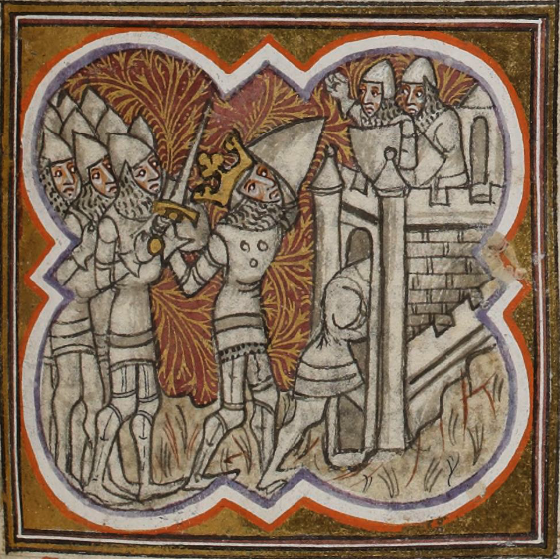
La Ferté-Alais, enluminure du XIIe siècle.

#### Armes
Un sceau personnel lui est attribué (sans référence) par Quesvers (1901). Son image est donnée dans l'info box de l'en-tête.

« Ce sceau ogival porte un château à trois tours » ; daté de 1177, il est repris par Émile Mourey cité par Étienne Patou.

Sur le pourtour de la forme elliptique se distingue la légende latine « SIGILLVM WILLERMI DE BARRIS » ; l'empreinte, en cire jaune est dépourvue de contre-sceau portant généralement les armes de son propriétaire.
Guillaume Ier des Barres n'a pas d'armes reconnues. On peut supposer que son blason (s'il a existé) est celui des seigneurs d'Oissery : « Blasonnement losangé d'or et de gueule » qui appartient à ses descendants, Guillaume II des Barres, Guillaume III des Barres et Jean des Barres (d'Oissery) et autres.

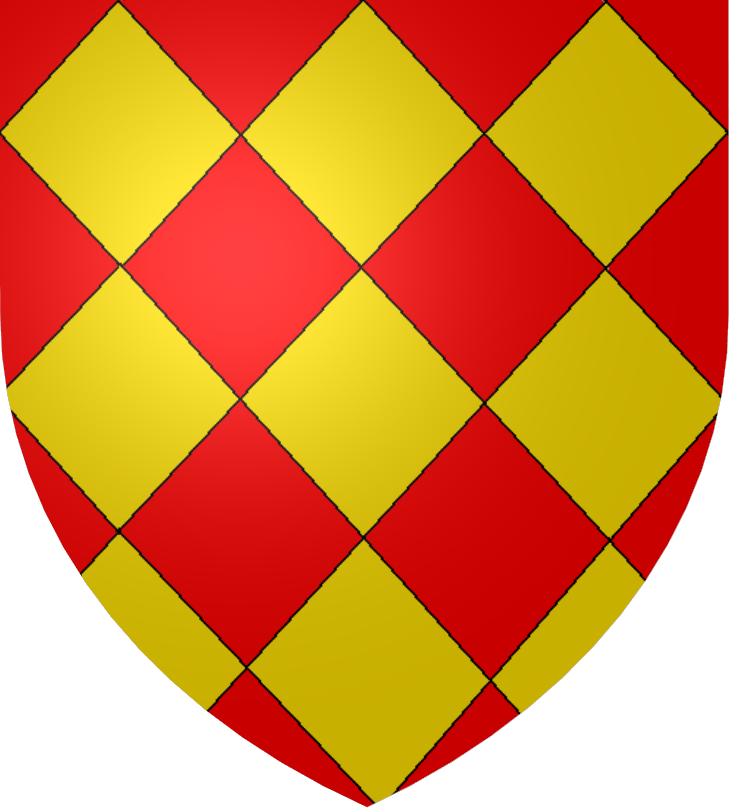
Blason des Barres d'Oissery.

### Le chevalier
Guillaume est donné comme chevalier du roi Louis VII (1120-1180). Sous son règne, on trouve aussi Évrard des Barres, grand maître de l'Ordre du Temple. Des liens familiaux entre les deux Barres ont probablement favorisé la présence de Guillaume dans l'entourage du roi.

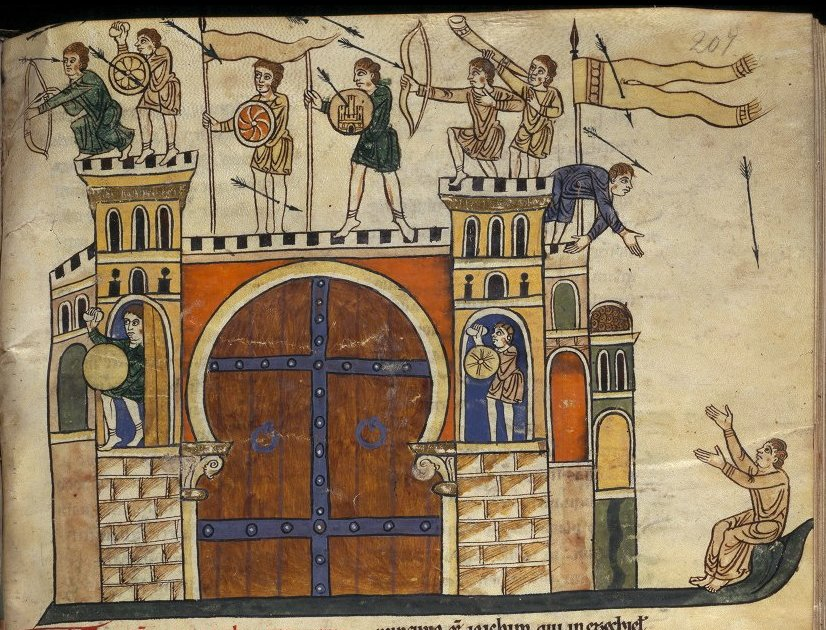
Siège de Jésuralem.

L'Histoire est avare en faits d'armes du chevalier ; ils sont à prendre avec prudence :

En 1167/68, Louis VII intervient en Bourgogne. Il est accompagné de Guillaume qui occupe la place fortifiée de Taisey près de Chalon-sur-Saône - Par la suite, la partie sud du comté de Chalon sera administrée pour le compte du roi de France, par Guillaume II en attendant Guillaume III qui en sera comte en titre en 1196.

Après la fin de la deuxième croisade et avant 1180, année de sa mort, il est dit croisé « pelerin en Jerusalem » sans plus de précision.

#### Le bienfaiteur
Il effectue « la donation de la Justice de Marolles ? en 1153 à l'église du Chaage (sur Meaux), du consentement de Baudoin, son frère »
Il est bienfaiteur du prieuré de Noëfort, sur sa seigneurie de Saint-Pathus, prieuré existant possiblement vers 1100, crée en 1127 et confirmé en 1157. Il effectue une donation aux nonnes du lieu avec son épouse, son fils aîné Guillaume II, et ses autres fils. Cette donation est confirmée en 1177 par Gui, vicomte de Dammartin et attestée par Thibault de Crépy et Pierre, vicomte de Crécy.